# Ländereck
La communauté d'administration Ländereck (Verwaltungsgemeinschaft Ländereck), formée en 1991, réunit dix communes de l'arrondissement de Greiz en Thuringe. Elle a son siège dans la commune de Seelingstädt.

## Géographie

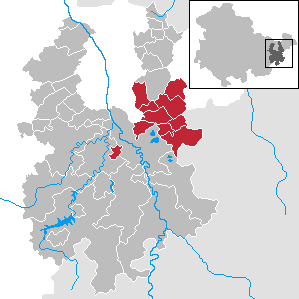
La communauté d'administration Ländereck

La communauté regroupe 7 833 habitants en 2012 pour une superficie de 93,83 km2 (densité : 83 habitants/km2).
Elle est située dans l'est de l'arrondissement, à la limite avec la ville de Ronneburg au nord, l'arrondissement de Zwickau (Saxe) à l'est, la ville de Berga/Elster au sud et les villes de Weida et Gera à l'ouest.
Communes (population en 2010) : 
- Braunichswalde (625) ;
- Endschütz (354) ;
- Gauern (129) ;
- Hilbersdorf (220) ;
- Kauern (445) ;
- Linda b. Weida (462) ;
- Paitzdorf (392) ;
- Rückersdorf (809) ;
- Seelingstädt (1 365) ;
- Wünschendorf-sur-Elster (3 032).

## Histoire
La communauté a été créée le 1er décembre 1991. En 1994, la commune de Hilbersdorf s'y intégrait et, en 1995, celles de Endschütz et Kauern.
Enfin, en 2010, Wünschendorf-sur-Elster prenait la décision de la rejoindre au 1er janvier 2012.

## Démographie
| 1995  | 2000  | 2005  | 2010  | 2012   |
| ----- | ----- | ----- | ----- | ------ |
| 5 396 | 5 386 | 5 175 | 4 801 | 7 833, |